# Université Omar-Bongo
Pour les articles homonymes, voir UOB.
L'université Omar-Bongo (UOB) est un établissement public d'enseignement supérieur situé à Libreville, la capitale du Gabon.

## Historique
L'UOB a été créée en 1970, sous l'appellation d'Université Nationale du Gabon (UNG). Elle a pris son nom actuel en 1978.
L'UOB a longtemps regroupé l'ensemble des établissements d'enseignement supérieur gabonais. À la suite de restructurations, certains établissements en ont été détachés pour donner naissance à des grandes écoles (École normale supérieure de l’enseignement technique, Institut universitaire des sciences de l’organisation, etc.) ou à d'autres universités (Université des Sciences et Techniques de Masuku, Université des Sciences de la Santé de Libreville, etc.).
À la suite de tensions pour le paiement des bourses sur le campus de l'UOB, des étudiants proposent une « charte de sortie de crise » au gouvernement qui regroupe leurs revendications et une promesse de trêve de trois ans.

## Facultés
L'UOB est composée de deux facultés :
- Faculté de droit et de sciences économiques (FDSE)
- Faculté des lettres et sciences humaines (FLSH)

Plusieurs laboratoires et centres de recherche sont rattachés à chacune de ces facultés, par exemple : 
- Centre International en Economie et Gestion pour le Développement (CIREGED)
- le laboratoire d'économie appliquée (LEA)
- le laboratoire de graphique et de cartographie (LAGRAC)
- le centre de recherche afro hispanique (CRAHI)
- le Centre de recherches en esthétiques langagières africaines (CRELAF)
- le Centre d'études et de recherches en droit et institutions politiques[9]

## Liste des recteurs de l'UOB
- François Owono Nguéma (physicien)
- Laurent Marie Biffot (sociologue)
- Nding Dya Thelme
- Maurice François Bouma
- Jean-Pierre Nzoghé Nguéma (physicien)
- Moïse Oliveira (médecin)
- 1991 - 1993 : Bonaventure Mvé Ondo (philosophe)
- Dieudonne Ngaka Nsafu (médecin)
- Daniel Ona Ondo (économiste)
- Célestin Nguembit Mbina (médecin)
- André Moussavou Mouyama (médecin)
- Jean Emile Mbot (ethnologue)
- 2005 - 2009 : Fidele Nze Nguema (sociologue)
- 2009 - 2013 : Pierre Dominique Nzinzi (philosophe)
- 2013 - 2020 : Marc-Louis Ropivia (géographe)
- 2020 - 2024 : Mesmin-Noël Soumaho (sociologue)
- Depuis 2024 : Jean Jacques Tony Ekomie (économiste)

## Personnalités liées à l'université

### Enseignants et chercheurs
Quelques personnalités enseignant ou ayant enseigné à l'université Omar-Bongo :
- Grégoire Biyogo (poétique)
- Elisabeth Ewombè-Moundo (psychopathologiste)
- Maurice Okoumba-Nkoghé (littérature)
- Roland Pourtier (géographie)
- Marc-Louis Ropivia (géographie)
- Noël Bertrand Boundzanga (littératures africaines)
- Marie-Madeleine Mborantsuo (droit)
- Etienne Nsie (droit)[10]